# Église Saint-Martin de Graves-Saint-Amant
Pour les articles homonymes, voir Église Saint-Martin.
L'église Saint-Martin est une église catholique située à Graves-Saint-Amant, en France.

## Localisation
L'église est située dans le département français de la Charente, sur la commune de Graves-Saint-Amant.

## Historique
L'édifice est classé au titre des monuments historiques en 1986.